# Thermes Napoléon
Les Thermes Napoléon sont un établissement thermal situé à Plombières-les-Bains dans les Vosges dans la région historique de la Lorraine.
C'est un établissement de bains et un grand hôtel du XIXe siècle. Le bâtiment de l'avenue des États-Unis est protégé en tant que monument historique depuis le 10 avril 2001. 

## Historique
En 1856, la Société d'exploitation des thermes fut fondée, qui était responsable de la construction et de l'exploitation des thermes et de l'hôtel associé. Comme l'Empereur des Français Napoléon III séjourna à Plombières-les-Bains en 1856, 1858, 1865 et 1868, l'hôtel devait attirer une clientèle fortunée venant de toute la France. Les bâtiments ont été conçus par les architectes Isabelle, Normand et Grillot. Les bains publics du milieu relient les deux ailes de l'hôtel, créant ainsi un complexe à trois ailes. Les clients n'ont pas à quitter la maison pour se rendre au restaurant, à l'hôtel et aux bains publics. En 1932/33, sous l'égide de l'architecte Robert Danis, une vaste rénovation a eu lieu. 
Depuis l'arrêt de l’activité thermale, en mars 2020, d'importants travaux ont été menés à bien en 2022, pour le groupe AVEC (ex Doctegestio), gestionnaire des lieux, travaux de modernisation du réseau d’eau dans les galeries souterraines et les différentes salles.

## Architecture
La façade classiciste, la structure du toit et le foyer sont protégés en tant que monuments historiques, tout comme trois salles de traitement originales. La salle à manger orientale, qui s'ouvre sur un jardin d'hiver, est également un bâtiment inscrit.